# Alex Lowry
Alexander „Alex“ Lowry (* 23. Juni 2003 in Uddingston) ist ein schottischer Fußballspieler, der bei den Wycombe Wanderers unter Vertrag steht.

## Karriere

### Verein
Alex Lowry wurde in Uddingston, etwa zehn Kilometer südöstlich von Glasgow geboren. Seine Karriere begann er beim Calderbraes FC, bevor er als Zehnjähriger zu den Glasgow Rangers kam. Er spielte fortan in der Junioren- und B-Mannschaft des Vereins und unterschrieb im Juni seinen ersten Vertrag als Profi, der bis zum Sommer 2023 läuft. Ab 2019 nahm Lowry mit der U21-Mannschaft am Scottish League Challenge Cup teil, mit der er in der Saison 2019/20 das Halbfinale erreichte. Nach einem Jahr Pause, in dem der Wettbewerb aufgrund der COVID-19-Pandemie im Vereinigten Königreich abgesagt wurde, spielte Lowry mit der Mannschaft 2021/22 bis zum Viertelfinale.
Lowry gab sein Debüt für die erste Mannschaft der Rangers in einem schottischen Pokalspiel der vierten Runde gegen Stirling Albion am 21. Januar 2022, als er in der ersten Halbzeit für den am Knie verletzten Ianis Hagi eingewechselt wurde. Noch in der ersten Halbzeit konnte er das erste Tor der Partie erzielen, als er in der 31. Minute zur Führung beim 4:0-Erfolg traf. Lowry begann fünf Tage später das folgende Spiel für die Rangers in der Startelf von Trainer Giovanni van Bronckhorst in der Scottish Premiership gegen den FC Livingston. Beim 1:0-Sieg spielte der 18-Jährige das gesamte Spiel im Mittelfeld.
Lowry wechselte am 4. August 2023 bis zum Ende der Saison 2023/24 auf Leihbasis zu Heart of Midlothian. Im Januar 2024 kehrte Lowry vorzeitig von der Leihe zurück zu den Rangers.
Im Januar 2025 wechselte Lowry zum englischen Drittligisten Wycombe Wanderers.

### Nationalmannschaft
Alex Lowry spielte zwischen den Jahren 2018 und 2019 dreimal in der schottischen U16-Nationalmannschaft. 2021 und 2022 spielte der offensive Mittelfeldspieler in der U19. In seinem zweiten Spiel in dieser Altersklasse gelang ihm sein erstes Tor für Schottland gegen Gibraltar. In fünf Spielen traf er insgesamt zweimal für die U19. Im November 2022 debütierte Lowry in der U21 gegen Island.

## Erfolge
Glasgow Rangers
- Schottischer Pokalsieger: 2022
- UEFA-Europa-League-Finalist: 2022